# David Bamber

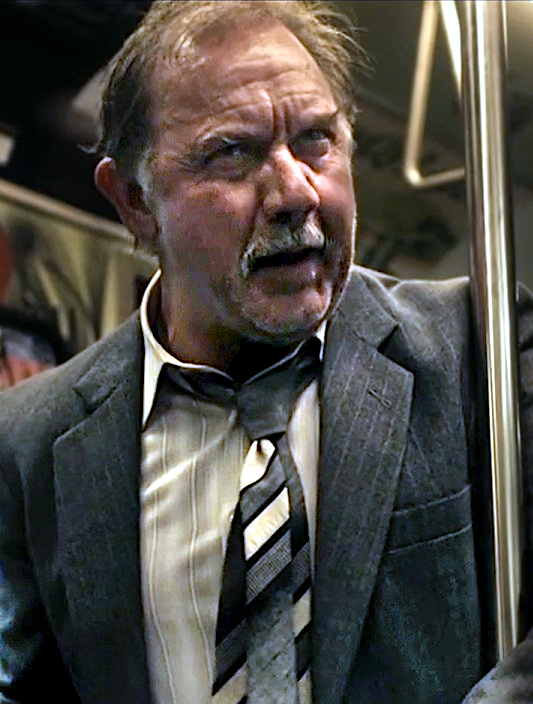
Bamber in Urban Myths – Madonna und Basquiat (2019)

David James Bamber (* 19. September 1954 in Walkden, Lancashire, England) ist ein britischer Film- und Theaterschauspieler.

## Leben und Karriere
David Bamber ist das jüngste von vier Kindern eines Minenarbeiters und einer Krankenschwester und wuchs in Manchester auf, wo er im Jugendtheater erste Erfahrungen als Schauspieler sammeln konnte. Zunächst wollte Bamber überhaupt nicht Schauspieler werden, und sich auf die Ausbildung von Schauspielern konzentrieren. Doch änderte er seine Meinung, absolvierte die Bristol University und erhielt ein Stipendium an der Royal Academy of Dramatic Art. Obwohl Bamber in zahlreichen Stücken von Shakespeare am National Theatre präsent war, wurde er dennoch nicht Mitglied der Royal Shakespeare Company.
Seit 1982 steht Bamber auch vor der Kamera, sein Debüt war die Filmkomödie Privates on Parade. Wenngleich Bamber in England überwiegend bekannter ist als im restlichen Europa, so hat er doch in den letzten Jahren auch in einigen bekannten Hollywood-Spielfilmen mitgewirkt. So stand er 2002 in Die Bourne Identität vor der Kamera, und im selben Jahr auch für Gangs of New York. 2005 erfolgte Bambers internationaler Durchbruch, als er in der Fernsehserie Rom die historische Persönlichkeit Marcus Tullius Cicero verkörperte. In Bryan Singers Film über das gescheiterte Hitler-Attentat Operation Walküre – Das Stauffenberg Attentat von 2008 übernahm Bamber die Rolle von Adolf Hitler.
David Bamber ist seit 1982 mit der britischen Schauspielerin Julia Swift verheiratet. Das Paar hat zwei gemeinsame Kinder.

## Filmografie (Auswahl)
- 1991: Agatha Christie’s Poirot (Fernsehserie, Folge „Die russische Gräfin“)
- 1991, 1994, 2007: The Bill (Fernsehserie, 3 Folgen)
- 1995: Stolz und Vorurteil (Pride and Prejudice)
- 2002: Die Bourne Identität (The Bourne Identity)
- 2002: Gangs of New York
- 2002, 2014: Casualty (Fernsehserie, 2 Folgen)
- 2005–2007: Rom (Rome, Fernsehserie)
- 2006: Miss Potter
- 2006: Inspector Barnaby (Midsomer Murders) Fernsehserie, Staffel 9, Folge 2: Die tote Königin (Dead Letters)
- 2007: Das Chaos – Gar nicht allein zu Haus! (The All Together)
- 2007: Doc Martin (Fernsehserie, 1 Folge)
- 2007: New Tricks – Die Krimispezialisten (New Tricks, Fernsehserie, 1 Folge)
- 2008: EastEnders (Fernsehserie, 1 Folge)
- 2008: Operation Walküre – Das Stauffenberg-Attentat (Valkyrie)
- 2009: Inspector Barnaby (Midsomer Murders) Fernsehserie, Staffel 12, Folge 2: Morden ist auch eine Kunst (The Black Book)
- 2009: Hotel Babylon (Fernsehserie, 2 Folgen)
- 2010: Hepzibah – Sie holt dich im Schlaf (Fernsehfilm)
- 2010: The King’s Speech
- 2012: The Paradise (Fernsehserie, 1 Folge)
- 2015, 2018: Doctors (Fernsehserie, 2 Folgen)
- 2016: Camping (Fernsehserie)
- 2016: Plebs (Fernsehserie)
- 2016: Chubby Funny
- 2016: Victoria (Fernsehserie)
- 2016: One Crazy Thing
- 2016: Inspector Barnaby (Midsomer Murders) Fernsehserie, Staffel 18, Folge 4: Die Kunst stirbt zuletzt (A Dying Art)
- 2016: Die Medici – Herrscher von Florenz (Medici: Masters of Florence, Fernsehserie)
- 2017: Tina and Bobby (Fernsehserie)
- 2017: Mad to Be Normal
- 2017: Borg/McEnroe
- 2017: Gunpowder (Miniserie)
- 2017: Die dunkelste Stunde (Darkest Hour)
- 2018: A Very English Scandal (Miniserie, 1 Folge)
- 2018: Call the Midwife – Ruf des Lebens (Call the Midwife, Fernsehserie, 1 Folge)
- 2018: Gerichtsmediziner Dr. Leo Dalton (Silent Witness, Fernsehserie, 2 Folgen)
- 2018: Peterloo
- 2020: Enola Holmes
- 2020: Grantchester (Fernsehserie, 1 Folge)